# SMS S 35
Az SMS S 35 a Császári Haditengerészet egyik rombolója – korabeli német meghatározás szerint nagy torpedónaszádja (Großes Torpedoboot) – volt. Az 1913-as költségvetési év egyik hat egységből álló hajóosztályának volt a tagja, melynek megépítésével a haditengerészeti minisztérium (Reichsmarineamt) az elbingi Schichau-Műveket bízta meg. A romboló 1916. május 31-én süllyedt el a skagerraki csata során teljes legénységével együtt.

## Története
Az 1913-as évre a haditengerészeti minisztérium eltért attól a korábbi szándékától, hogy kisebb és olcsóbb rombolók (torpedónaszádok) beszerzésével próbálkozzon, mint ahogy azt tette az 1911-es évben. A tervek szerint az új egységeknek a brit rombolókkal megegyező méretűeknek kellett lenniük, azonban azokénál könnyebb fegyverzettel. A rombolók kapcsán még mindig élt az a Tirpitztől származó elképzelés, hogy azok fő fegyverzete a torpedó, és a tüzérségnek csak a védelmet kell szolgálnia. Hat 50 cm-es űrméretű torpedóvető csővel rendelkezett, melyek két dupla- és két szimpla platformon voltak elhelyezve. Lőszerkészletükhöz 8 torpedó tartozott. A tüzérségét három 8,8 cm űrméretű, 45 kaliberhosszúságú löveg alkotta összesen 300 lövedékes készlettel.

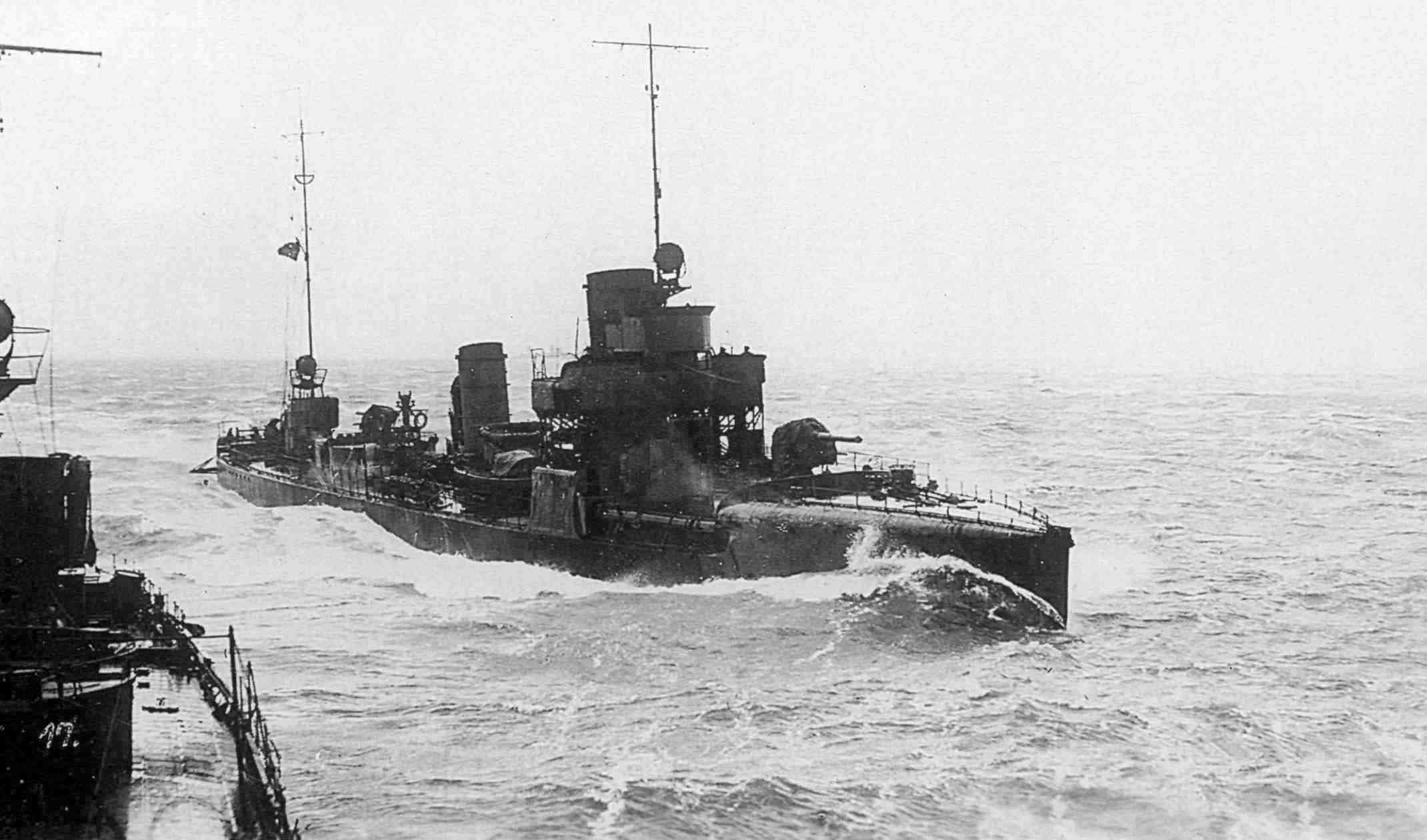
Egyik testvérhajója, az S 63 megerősített, 10,5 cm-es ágyúkból álló fegyverzettel

Az 1913-as mintájú rombolók voltak a Császári Haditengerészet első olyan rombolói, melyek kazánjainak fűtéséhez már kizárólag olajt használtak fel. Mint ahogy az évszázad kezdete óta megszokott volt, a rombolókat a Kaiserliche Marine egymással rivalizáló magáncégekkel gyártatta le. Ezek az 1913-as rombolók esetén a stettini AG Vulcan és az elbingi Schichau-Werke voltak. A rombolók a gyártó cég nevének kezdőbetűje után kapták a nevüket (V ill. S) amit egy sorszám egészített ki. A stettini Vulcan a V 25-től V 30-ig terjedő számozással gyártott le egy félflottillát, míg a Schichau S 31-től S 36-ig tartóval.
Az S 35-öt egyik testvérhajójával, az S 36-tal együtt 1914 júniusában a hajógyárra hagyták és az eladásának a haditengerészeti minisztérium általi jóváhagyása után Görögországnak tervezték eladni, azzal a kitétellel, hogy a Schichau azonnal két egység építésének áll hozzá a pótlásukra. Erre azonban már nem került sor, mivel a minisztérium a világháború kitörésével 1914. augusztus 10-én mindkét naszádot lefoglalta és visszakapták eredeti megjelölésüket.
A csak a háború kitörése után, 1914. augusztus 30-án vízre bocsátott és gyorsított ütemben befejezett S 35-öt a tengerészet 1914. december 4-én vette át és került a IX. romboló-flottilla (IX. Torpedoboots-Flottille – IX. torpedónaszád-flottilla) állományába, mely ekkor épp felállítás alatt állt. Az S 31-gyel kezdett számozású testvérhajóival a 18. romboló-félflottillát alkották az ekkor sorhajóhadnagyi rangban szolgáló Werner Tillessen irányítása alatt. A IX. flottilla másik felét képező 17. romboló-félflottilla ugyanakkor a Vulcan által gyártott, V 25-től V 30-ig tartó számozással jelölt egységekből állt.

## Alkalmazása
Az S 35-öt 1914. december 4-én állították szolgálatba Kielben és a Balti-tengeren teljesítette a próbajáratait. Modern és gyors hadihajók hiányában már a kiképzés keretében teljesített éles bevetéseket. Ezt követően mind az Északi-, mind a Balti-tengeren sor került az alkalmazására. Az 1915 januárjában lezajlott doggerbanki csatában Franz Hipper tengernagy csatacirkálóinak kíséretéhez tartozott. Februárban az Amrum-padnál aknára futott V 25 hajótöröttei után kutatott sikertelenül. Az év augusztusában a IX. rombolóflottilla kötelékében a Rigai-öbölben való előretörésben is részt vett, mely hadműveletben a Nyílt-tengeri Flotta egységei közül is több jelen volt támogatásként. Ennek során a Runö szigettől nyugatra aknára futott és elsüllyedt egyik testvérhajójának, az S 31-nek a legénységét mentette ki a V 184-gyel együtt. A Balti-tengeren való tevékenysége után új parancsnoka, Friedrich Ihn irányításával visszahelyezték az Északi-tengerre.
1915-1916-ban több a Skagerrak és a Kattegat irányába flottakötelékben végrehajtott felderítő előretörésben vett részt. Ezek során a semleges skandináv államok kereskedelmi hajóit vizsgálták át, hogy nem szállítanak-e kontrabandot. Ezek a tevékenységek csak csekély sikereket hoztak, mivel kevés az antanthatalmak tulajdonát képező árut találtak. Az 1916 áprilisi Yarmouth és Lowestoft elleni rajtaütés alkalmával is Hipper csatacirkálóit kísérte.

## Elvesztése
Az 1916. május 31-én kezdődő skagerraki csata első napján a  IX. flottilla hajói részt vettek a brit csatacirkálók ellen 17:26-kor (KEI) indított torpedótámadásban, amit azonban a brit rombolók ellenakciója meghiúsított. A V 29-et ennek során a Petardról indított egyik torpedó eltalálta és a legénységét a S 35 és a V 26 mentette ki mielőtt még elsüllyedt volna. Az S 35 29 tengerészt, köztük a parancsnokot, Erich Steinbrincket vette a fedélzetére. Az V 27-et az összecsapás alatt mozgásképtelenné lőtték és a V 26 süllyesztette el végül tüzérségi tűzzel. Brit oldalon a Nomad romboló vált mozgásképtelenné egy a géptermét ért találat következtében s süllyedt el később. 19:00 körül a IX. flottilla ismét torpedótámadást kísérelt meg a brit csatacirkálók ellen, amit a rossz látási körülmények és a brit rombolók támadása nehezített. 20:15-től S 35 részt vett a VI. és IX. rombolóflottillák brit csatasor ellen indított masszív torpedótámadásában, hogy ezzel fedezzék a csapdába került német csatahajók nyugati irányba történő elszakadását (Gefechtskehrtwendung). A német rombolók a brit csatahajók heves tüzébe kerültek. Az S 35 két torpedót lőtt ki a brit csatasorra, de ezután két nehézgránát találta el, melyek feltételezhetően a brit flotta zászlóshajójáról, az Iron Duke csatahajóról leadott egyik sortűz lövedékei voltak. A hajó kettétört és 20:23-kor az É 56° 56′, K 6° 4′ koordinátán elsüllyedt. A legénységének mind a 89 tagja és a V 29-ről kimentett mind a 29 ember odaveszett. A német torpedók közül egy sem talált célt, de az előlük keletnek kitérő brit csatahajók közül több épphogy csak elkerülte a találatot.

## Emlékezete
A Kriegsmarine az S 35 elesett parancsnoka után nevezte el az egyik rombolóját (Z 14 Friedrich Ihn).

## Linkek
- Großes Torpedoboot 1913
- Az S 35 maradványainak helyzete

## Fordítás
- Ez a szócikk részben vagy egészben  a   SMS S 35 (1914) című német Wikipédia-szócikk ezen változatának fordításán alapul.  Az eredeti cikk szerkesztőit annak laptörténete sorolja fel. Ez a jelzés csupán a megfogalmazás eredetét és a szerzői jogokat jelzi, nem szolgál a cikkben szereplő információk forrásmegjelöléseként.
- Ez a szócikk részben vagy egészben  a   SMS S 35 (1914) című angol Wikipédia-szócikk ezen változatának fordításán alapul.  Az eredeti cikk szerkesztőit annak laptörténete sorolja fel. Ez a jelzés csupán a megfogalmazás eredetét és a szerzői jogokat jelzi, nem szolgál a cikkben szereplő információk forrásmegjelöléseként.